# Wólka Kobyla
Wólka Kobyla (prononciation : [ˈvulka kɔˈbɨla]) est un village polonais de la gmina de Skórzec dans le powiat de Siedlce de la voïvodie de Mazovie dans le centre-est de la Pologne.
Il se situe à environ 14 km au sud-ouest de Siedlce (siège du powiat) et à 79 km à l'est de Varsovie (capitale de la Pologne).
Le village comptait approximativement une population de 232 habitants en 2009.

## Histoire
De 1975 à 1998, le village appartenait administrativement à la voïvodie de Siedlce.

Depuis 1999, il appartient administrativement à la voïvodie de Mazovie.